# Tokyo Tribe (film)
Pour plus de détails, voir Fiche technique et Distribution.
Tokyo Tribe (トウキョウ トライブ) est un film musical d'action et de comédie japonais produit, écrit et réalisé par Sion Sono sorti le 30 août 2014,, et adapté du manga éponyme de Santa Inoue.

## Synopsis
Dans un Japon alternatif, des gangs de rue, connus sous le nom de Tokyo Tribes, sont enlisés dans un conflit perpétuel pour le contrôle de leurs territoires. Mera, chef de la tribu Wu-Ronz de Bukuro, s'allie au violent et sadique gangster Buppa de Buppa Town afin d'initier une guerre entre les Wu-Ronz et la tribu Musashino Saru. Lors d'une confrontation entre les deux factions, Mera tente d'assassiner Kai, membre populaire de la tribu Musashino Saru, mais tue accidentellement Tera, autre membre des Musashino Saru, aimé de toutes les autres tribus depuis bien avant leurs formations. Le meurtre de Tera conduit les autres Tokyo Tribes à s'allier contre les forces de Mera et Buppa, entrainant une guerre totale entre gangs.

## Fiche technique
- Titre : Tokyo Tribe
- Titre original : トウキョウ トライブ (?)
- Réalisateur : Sion Sono
- Scénario : Sion Sono d'après le manga Tokyo Tribe 2 de Santa Inoue
- Photographie : Daisuke Sôma
- Montage : Jun'ichi Itō (ja)
- Musique : B.C.D.M.G.
- Pays d'origine :  Japon
- Langue originale : japonais
- Format : couleur - 2,35:1 - 35 mm - Dolby Digital
- Genre : Musical, comédie et action
- Durée : 116 minutes
- Dates de sortie :
  - Japon : 30 août 2014

## Distribution
- Ryōhei Suzuki (en) : Mera
- Riki Takeuchi : Buppa
- Young Dais : Kai Deguchi
- Nana Seino : Sunmi/Erika
- Shunsuke Daitō : Iwao
- Takuya Ishida : Kim
- Yui Ichikawa : Nori-chan
- Bernard Ackah : Jadakins
- Joey Beni : Kamekachi
- Arata Matsuura : Skunk
- Yuku Ishii : Hasheem
- Makato Sakaguchi : Yon
- Ryūta Satō : Tera

## Analyse
Tokyo Tribe reprend de nombreux éléments de genre apocalyptique, d'horreur musicale ou des thématiques tribales issues de films tels que Mad Max, Do the Right Thing, Rocky Horror Picture Show ou des œuvres de Quentin Tarantino[réf. nécessaire]. Le film est pratiquement entièrement interprété en rimes hip hop "old school".
De nombreux rappeurs et DJ de la scène tokyoïte font une apparition, dans des rôles plus ou moins importants.

## Box office
Le film a récolté 144,3 millions de yens au box office japonais en date du 14 septembre 2014.

## Accueil
Mike Hale du The New York Times qualifie le film de « projet excentrique » même pour Sion Sono et trouve que le plus gros problème provient du « scénario [...] qui ne donne pas beaucoup de justification concernant toutes les insultes, combats et poursuites (et les mauvais traitements occasionnels infligés aux femmes) ». Martin Tsai du Los Angeles Times critique sa « violence et sa misogynie en manque d'inspiration » et relève que « le film suggère que les gangsters sont poussés à conquérir uniquement pour surcompenser l'insuffisance de leur virilité ». Dennis Harvey de Variety.com critique également la musique, écrivant que « les rythmes old-school, pour la plupart génériques, de la bande originale accompagnent des paroles d'une foule d'artistes japonais [...] souvent drôles - parfois par inadvertance, mais surtout d'une façon délibérément grossière et obscène de se vanter » dans des interprétations qui vont « de décent à épouvantable ».